# Orde van de Afghaanse Kroon
De Orde van de Afghaanse Kroon of "Nishan-i-Taj-i-Afghania" is een onderscheiding die door de Afghaanse koning Amir Abdu'r Rahman in een enkele graad werd ingesteld vóór 1906.  Na de moord op de zoon van de stichter, koning Habiboellah Khan in 1919 werd de orde weer afgeschaft.